# Internazionali di Imola 2012 - Doppio
Giulia Gatto-Monticone e Federica Quercia erano le detentrici del titolo, ma sono state sconfitte in semifinale da Tadeja Majerič e Marina Mel'nikova.
Il doppio del torneo di tennis Internazionali di Imola 2012, facente parte della categoria ITF Women's Circuit, ha avuto come vincitrici Alice Balducci e Federica Di Sarra che hanno battuto in finale Tadeja Majerič e Marina Mel'nikova per walkover.

## Teste di serie
Le prime due teste di serie hanno ricevuto un bye per i quarti di finale.
1. Nicole Clerico /  Teodora Mirčić (quarti di finale)
2. Tadeja Majerič /  Marina Mel'nikova (finale)

1. Giulia Gatto-Monticone /  Federica Quercia (semifinale)
2. Claudia Giovine /  Kim-Alice Grajdek (quarti di finale)

## Tabellone

### Legenda
| - Q = Qualificato - WC = Wild card - LL = Lucky loser | - ALT = Alternate - SE = Special Exempt - PR = Protected Ranking | - w/o = Walkover - r = Ritirato - d = Squalificato |